# مگس‌گیر آبی روک
مگس‌گیر آبی روک (نام علمی: Cyornis ruckii) نام یک گونه از سرده مگس‌گیرهای آبی است.